# جائزة إيطاليا الكبرى 2012
جائزة إيطاليا الكبرى 2012 (بالإنجليزية: 2012 Italian Grand Prix)‏ هو سباق فورمولا 1 أقيم بتاريخ 9 سبتمبر 2012 في حلبة مونزا، إيطاليا. كان الثالث عشر من أصل 20 في بطولة العالم لسباقات الفورمولا واحد موسم 2012. حلّ البريطاني لويس هاملتون أولا.